# アレキシ・ライホ
アレキシ・"ワイルドチャイルド"・ライホ（Alexi "Wildchild" Laiho、本名：マルック・ウーラ・アレクシ・ライホ(Markku Uula Aleksi Laiho)、 1979年4月8日 - 2020年12月29日）は、フィンランドのヘヴィメタルミュージシャン（ギタリスト、ボーカリスト）である。チルドレン・オブ・ボドムのフロントマンで、ほぼ全ての楽曲の作詞・作曲も担当していた。同バンド解散後は、ボドム・アフター・ミッドナイトをメインに活動していた。
2004年にギターワールド誌の『GUITAR WORLD's 100 Greatest Heavy Metal Guitarists Of All Time』では、96位に選出された。

## プロフィール
ヘルシンキ郊外のエスポー出身。父がビートルズの曲を演奏していたことがきっかけで、ギターに興味を持つようになった。その後、7歳の頃からヴァイオリンを始める。この時期は、クラシック音楽の演奏が中心であった。しかし、姉の影響もあってロックへの興味も強まっていた。11歳の時、スティーヴ・ヴァイのアルバム、『PASSION AND WARFARE』に収録された『For The Love of God』のプロモーションビデオを見たのをきっかけに、ギターを手にする。以降は、ギターに熱中するようになる。

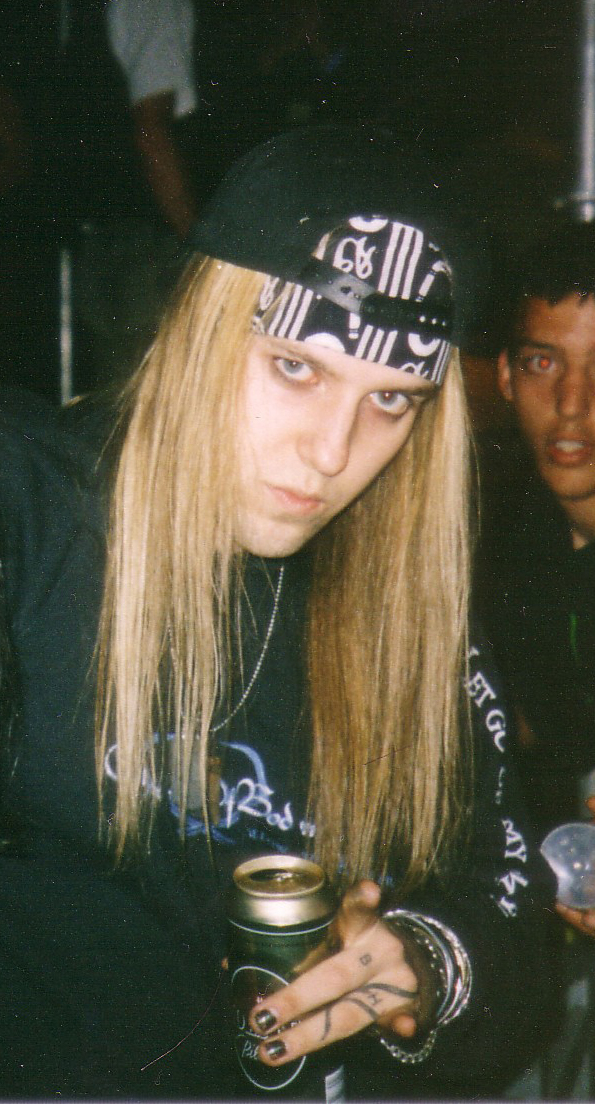
ヴァッケン・オープン・エア公演にて (2002年)

12歳か13歳の時に、ヤスカ・ラーチカイネンと出会う。ヤスカとはガンズ・アンド・ローゼズなどのコピーバンドを結成して活動していたが、結成から2年ほどたったころからオリジナル曲を書き始めている。1993年にインアースド (Inearthed)をヤスカらと結成。インアースドは、後にチルドレン・オブ・ボドム（Children Of Bodom）へバンド名を改名し、デビューする。同バンドでは、ボーカリストとリードギタリストを務めた。 チルドレン・オブ・ボドムでの活動は、同バンドの項を参照。同バンドが2019年に活動を終了した後、2020年3月にボドム・アフター・ミッドナイト (Bodom After Midnight)を結成した。同バンドでも、ボーカリストとギタリストを務める。
この他にいくつかのバンドにも参加していた。1997年には、チルドレン・オブ・ボドムとスパインファーム・レコードとの契約において知り合った、スパイクファーム・レコード（スパインファーム・レコード傘下）のサミ・テネッツがメンバーのメロディックブラックメタルバンド、ザイ・サーペント (Thy Serpent)に加入した。しかし、音源に参加することはなく、翌年には脱退している。また、1998年には、インペイルド・ナザリーン (Impaled Nazarene)に加入し、2000年まで在籍、1枚のアルバムに参加した。
また、当時はガールフレンドで、後に結婚することになるキンバリー・ゴス（2004年に破局したが、法的には婚姻関係が続いていた）と、ヘヴィメタルバンド・シナジーを1997年に結成し、ギタリストとして活動している。また、2004年には、元シナジーのトミー・リルマンとパンク・ロックバンド・Klamydiaのヴェサ・ヨキネンと共に、プロジェクトバンド・Kylähullutを結成し、活動している。しかし、双方とも現在は、目立った活動は行われていない。
2020年12月29日にヘルシンキの自宅で死去。当初、死因は公表されておらず、長年健康問題を抱えていたことだけが明かされていたが、2021年3月にキンバリー・ゴスにより「アルコール性の肝臓と膵臓組織の障害」であったことが明かされた。ボドム・アフター・ミッドナイトで収録していた3曲の音源については、2021年4月にEP『Paint The Sky With Blood』としてリリースされることとなったが、ボドム・アフター・ミッドナイトはアレキシ抜きでの活動を断念し、活動を終えることになった。

## プレイスタイル

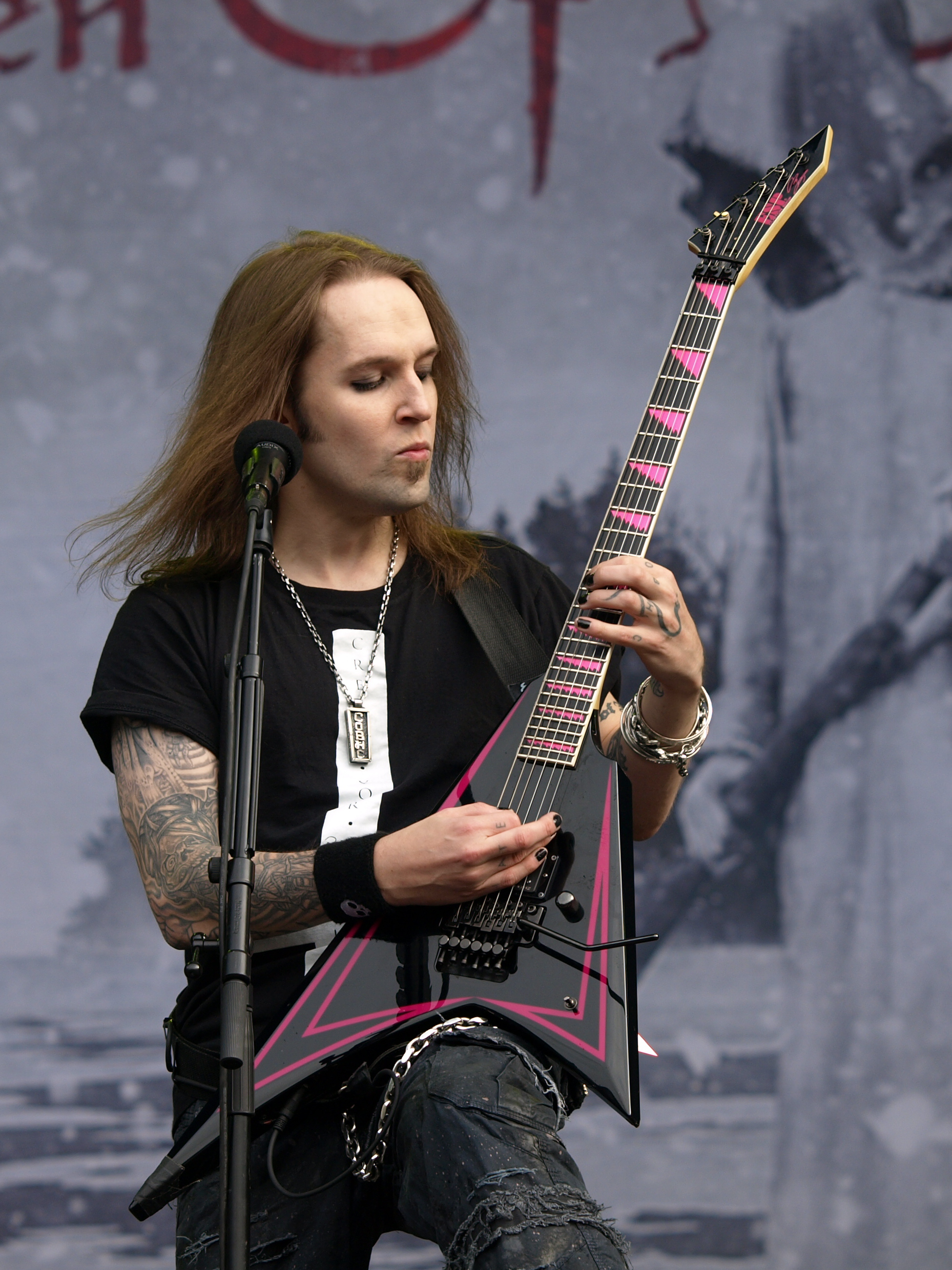
ESP社製Alexiモデル (2013年)

ヴァイオリンを習っていたこともあり、クラシックの影響を受けている。モーツァルトを特に好んで聴き、チルドレン・オブ・ボドムの楽曲には交響曲第25番のフレーズを導入した曲も存在する。速弾き、タッピング、スウィープなど技術的には当代屈指の存在とされる。その他、スティーヴ・ヴァイ、ポール・ギルバート、ザック・ワイルドなどに影響を受けたと語っている。
2002年頃まではランディ・ローズが使用していたことでも有名なジャクソンのランディ・ローズ・モデルを使用していたが、盗難に遭った時に『ESP』社から提供を受け、その後は同社のシグネチャー・モデルを使用している。カラーは何種類かあり、ステージではチューニングごとに使い分けている。また、彼が使用した最初のギターは東海楽器のストラトである。ギターはフロイドローズトレモロに1ピックアップのシンプルな仕様で、エフェクターもあまり使用しない。
ボーカルスタイルはいわゆる正統派のデスヴォイスとはやや異なり、がなり気味の低音で吐き捨てる類のスラッシュメタル的なスタイルである。

## 逸話
バンド内でもトップを争う型破りな行動が有名。それにより怪我をすることも多い。主な事故は以下の通り。
- 2003年9月　胸・脇腹を痛め、名古屋公演が中止に。東京公演は痛み止めを飲んで演奏。
- 2004年12月　車の屋根に乗って遊んでいたところ転落し右腕を骨折、当時レコーディング中だったアルバム『ARE YOU DEAD YET?』の完成が遅れる。
- 2006年2月　バルセロナ公演中突然照明が消えモニタースピーカーに右足親指をぶつけ骨折。そのままツアーを続ける。
- 2007年2月　ボウリング場で肩を骨折。UAEでのフェスをキャンセル。

## 参考
1. ↑  ALEXI LAIHO's Wife Shares Photos Of His Private Funeral Service blabbermouth.net 2021年2月4日 2021年2月7日閲覧
2. ↑  http://www.roadrunnerrecords.com/blabbermouth.net/news.aspx?mode=Article&newsitemID=18446
3. 1 2  『Chaos Ridden Years』収録のドキュメンタリーにおけるアレキシ・ライホのインタビューより。
4. ↑  “Former CHILDREN OF BODOM Frontman ALEXI LAIHO Launches New Band, BODOM AFTER MIDNIGHT”.   BLABBERMOUTH.NET (2020年3月16日). 2020年3月17日閲覧。
5. ↑  “アレキシ・ライホ、妻が死因を公表”.   BARKS 2021年3月8日. 2021年5月14日閲覧。
6. 1 2  Amy Woodyatt (2020年1月4日). “Alexi Laiho, front man for Finnish metal band Children of Bodom, dies suddenly at 41” (English). CNN Entertainment. CNN 2020年1月6日閲覧。
7. ↑  チルドレン・オブ・ボドムのアレキシ・ライホ、死因が明らかに MNE JAPAN 2021年3月8日 2021年3月13日 閲覧
8. ↑  Graham Hartmann (2 April 2021). “Alexi Laiho Was ‘Very Happy + Excited About the Future,’ Says Bodom After Midnight Guitarist” (Interview). Loudwire. 2021年4月18日閲覧.